# Neoconis gelesae
Neoconis gelesae är en insektsart som beskrevs av Monserrat 1981. Neoconis gelesae ingår i släktet Neoconis och familjen vaxsländor. Inga underarter finns listade i Catalogue of Life.